# Корнилов, Пётр Яковлевич
Пётр Яковлевич Корнилов (1770–1828) — русский военный деятель, генерал-лейтенант, участник наполеоновских войн.

## Биография
Пётр Корнилов родился 1770 году; происходил из дворян Псковской губернии; отец — капитан.
9 февраля 1779 записан капралом в л.-гв. Измайловский полк. На действительную службу вступил в 1787 г. В 1789—1790 гг. воевал со шведами и был ранен пулей в берцовую кость левой ноги. 1 января 1790 выпущен из лейб-гвардии Конного полка капитаном в Тенгинский пехотный полк.
Записанный 9 лет от роду в Измайловский лейб-гвардии полк, начал действительную службу в 1787 году вахмистром л.-гв. Конного полка, в 1789 году переведен был на гребной флот принца Нассау-Зигена, действовавший против шведов. В 1790 г. участвовал в боях при о-ве Биорке, y Poченсальма и у Котки.
Переведенный в следующем году в Петербургский гренадерский полк, участвовал в итальянском походе Суворова, и отличился в сражениях при Мантуе, Пескиере и Брешии, при переправе через Адду, при атаке у Вердерио и взятии в плен корпуса генерала Серрюрье, наконец при Бергамо, Милане и Турине. В трехдневном сражении при Требии Корнилов командовал Тамбовским полком и награждён орденом Святой Анны 2-й степени; участвовал в делах под Александрией, Серовалле и Тортоною, отличился особенно в битве при Нови, при переходе через Альпы «показал опыты самой блистательной храбрости». Затем участвовал в войне с турками и в 1810 году, находясь в авангарде главной армии, отличился при взятии Силистрии и в сражении под Шумлой, за что и был награждён чином генерал-майора; участвовал при штурме Рущука и был ранен.

За проявленную доблесть был награждён орденом Святого Георгия 4-го класса 28 сентября 1810
В воздаяние отличнаго мужества и храбрости, оказанных в сражении против турок 11 и 12 июня при крепости Шумле, где распоряжался кареем вверенного полка и при оном артиллериею, равно и высланными стрелками, как весьма искусный и опытный начальник, нанося великий вред неприятелю, сильно на каре нападавшему.
На начальном этапе Отечественной войны 1812 года действовал под командованием генерала А. П. Тормасова, участвовал в сражениях под Кобрином и под Городечно; позднее, во время французского отступления, отличился в ряде эпизодов, в том числе при переправе через Березину.

После изгнания врага с родной земли, принял участие в заграничном походе русской армии. Награждён орденом Святого Георгия 3-го класса № 355 
В награду за отличное мужество и храбрость, оказанные в сражении против французских войск 17 и 20 января при Бриенне и Ла-Ротьере.
По возвращении в Россию, Корнилов был назначен командиром 22-й пехотной дивизии, а в 1827 году —17-й. Во время турецкой войны 1828—1829 гг. находился при занятии Молдавии и Валахии, после покорения Браилова и перехода войск за Дунай, блокировал Журжу.
Пётр Яковлевич Корнилов скончался 10 июля 1828 года во время осады крепости Журжу. Похоронен в монастыре Вакарешти в г. Бухаресте. (По другим его прах перезахоронен на родине в Холмском уезде, где он владел имением Городище. С большой долей вероятности можно утверждать, что местом его упокоения стал погост Княжьи Села.)
В сборнике «Императорская Россия в лицах и фактах, вып. 4» про Корнилова рассказан такой анекдот: «Генерал Петр Яковлевич Корнилов, командир Волконского, приехав из Петербурга, рассказывал ему: „Ах, Сергей Григорьевич, видел я там министров и прочих людей, управляющих Россией: что за народ! Осел на осле сидит и ослом погоняет“. Через три недели Корнилов арестовал Волконского на его квартире в Умани.»

## Семья
В браке с Марией Фёдоровной Корниловой, урождённой Аристовой, родились 6 сыновей:
- Евгений Петрович Корнилов
- Павел Петрович Корнилов (1803—1864) — статский советник.
- Петр Петрович Корнилов (1804—1869) — генерал-лейтенант, комендант Москвы.
- Фёдор Петрович Корнилов (1809—1895) — государственный деятель, московский гражданский губернатор (1859—1861), управляющий делами Комитета министров (1861—1874), член Госсовета, действительный тайный советник.
- Иван Петрович Корнилов (1811—1901) — известный географ, педагог, историк школ и системы образования в России, член Совета Министра народного просвещения.
- Аркадий Петрович Корнилов (1811—1845)— подполковник, погиб на Кавказе.

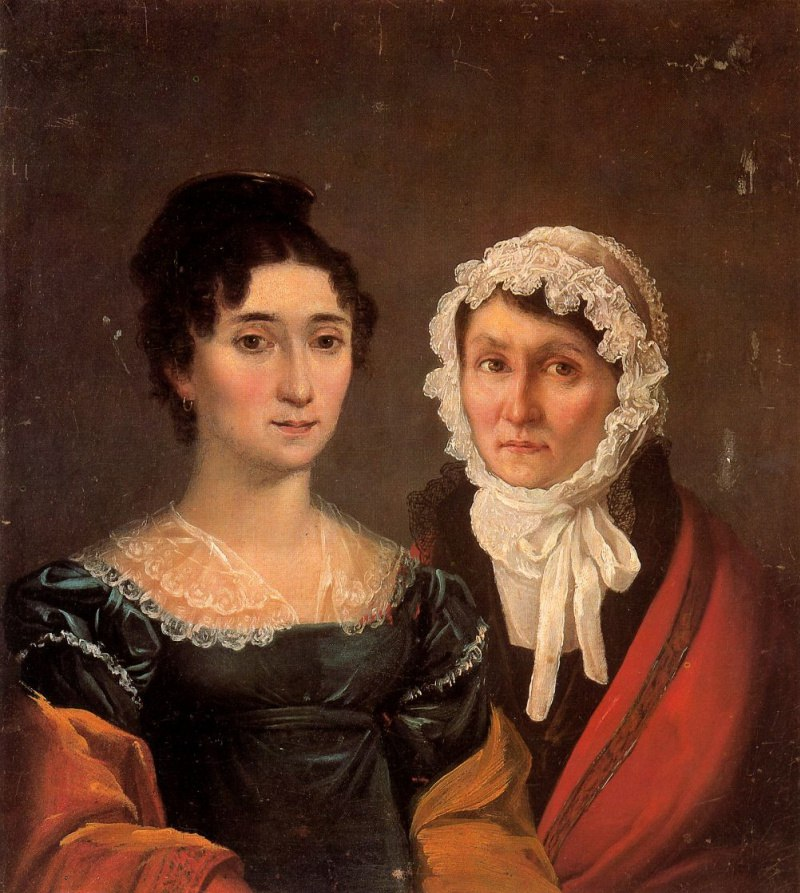
Портрет М. Ф. Кониловой и М. Л. Куломзиной работы А. В. Полякова, 1830-е гг.
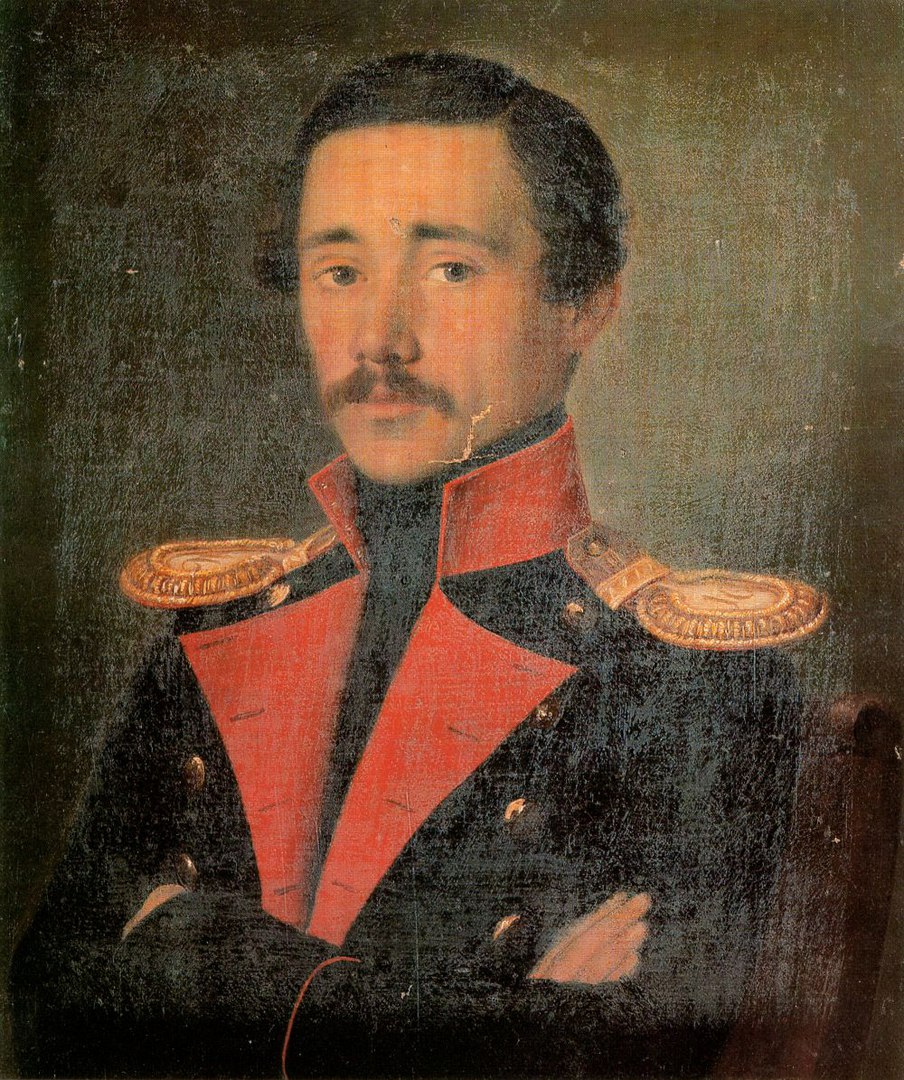
Портрет Евгения Петровича работы А. В. Полякова, 1830 г.
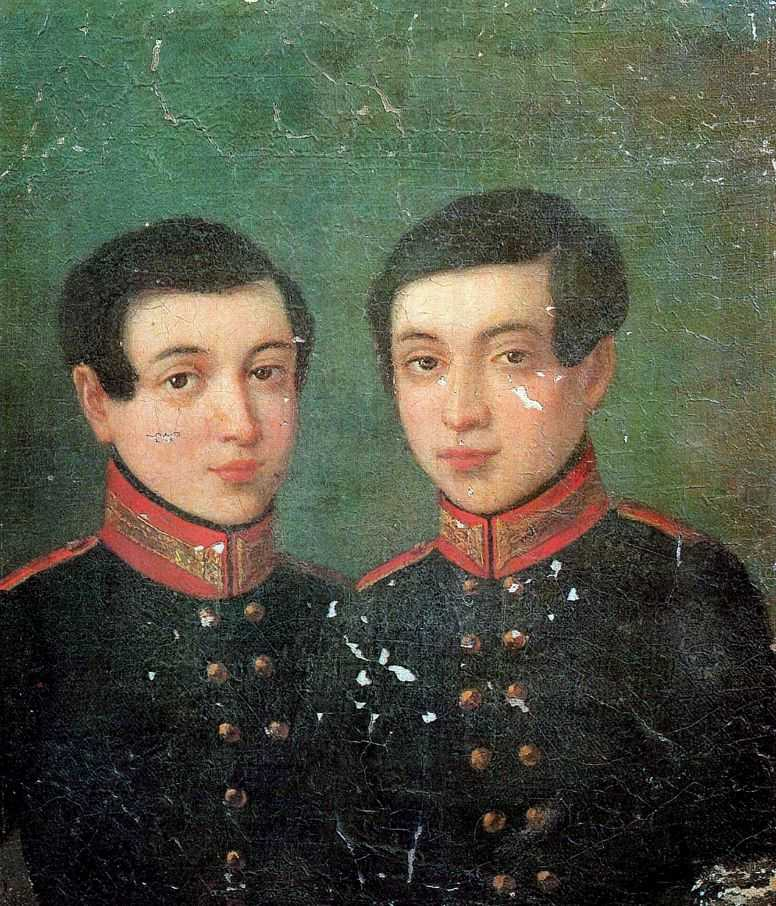
Портрет близнецов Аркадия и Ивана Петровичей работы А. В. Полякова, 1830 г.
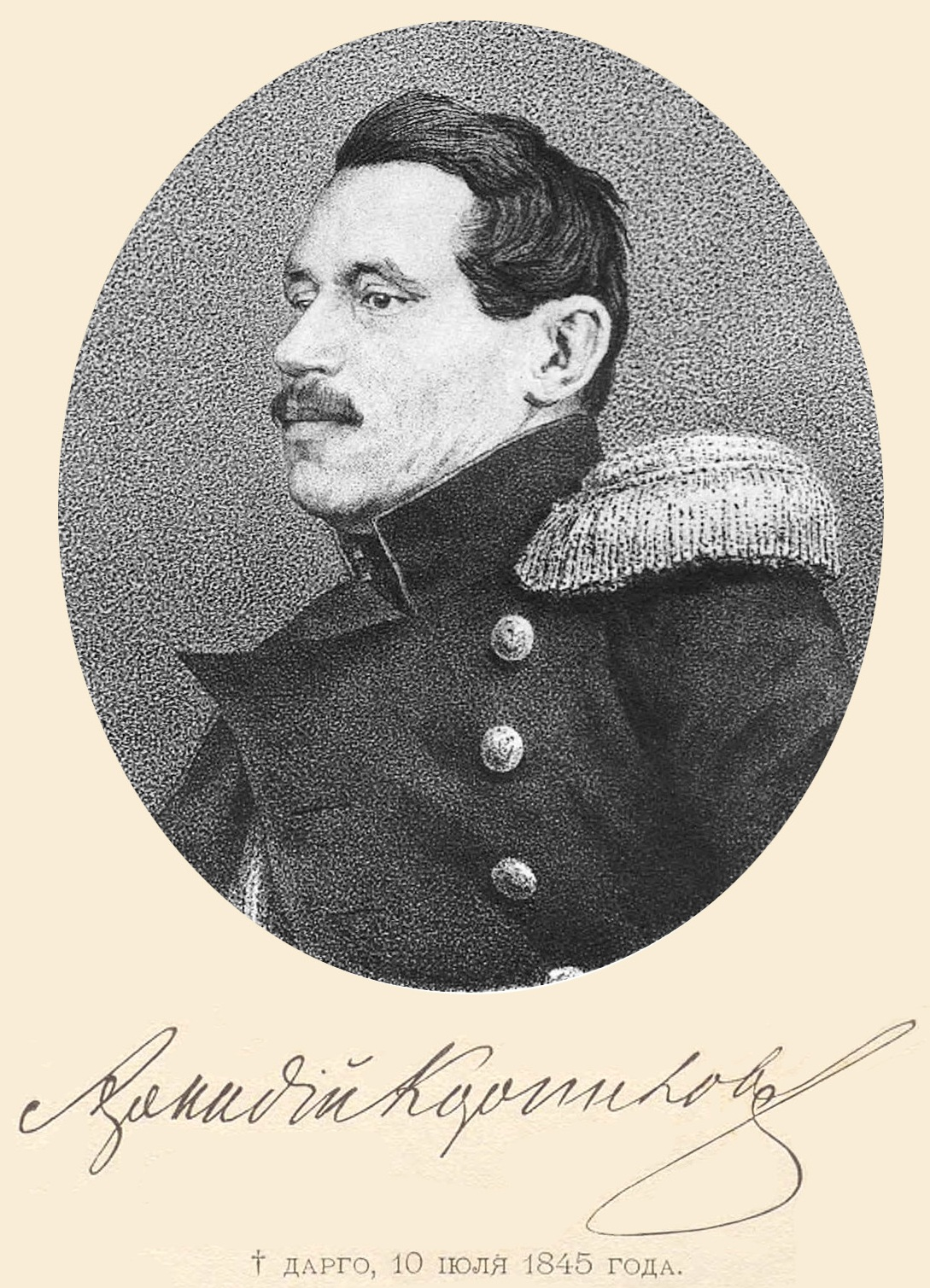
Портрет Аркадия Петровича Корнилова.
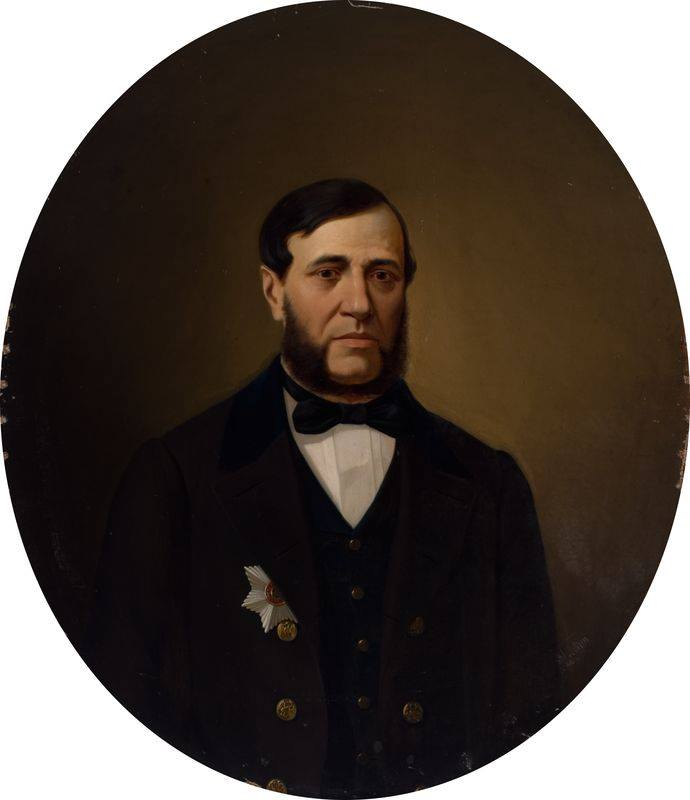
Портрет Ивана Петровича работы неизвестного художника, 19 в.
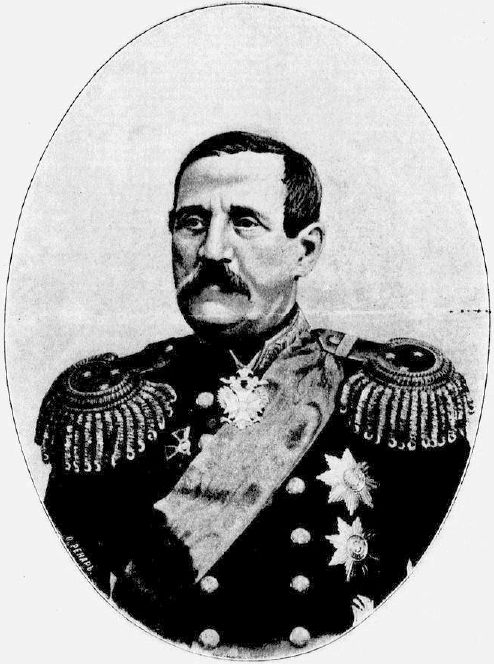
Портрет Петра Петровича, ранее 1869 г.